# Gulling (Gemeinde Rottenmann)
Gulling ist ein Weiler in der KG Oppenberg in Rottenmann in der Steiermark.
Am Ende des Gullingtales gelegen, befinden sich die herrschaftlichen Gebäude der ehemaligen Gutsverwaltung. Der Weiler ist Ausgangspunkt für Bergtouren.